# 杜远明
杜远明（1944年4月—），河南省杞县人，汉族，男，中华人民共和国政治人物。毕业于中南大学。

## 生平
杜远明曾任中共麻阳县委书记、中共娄底地委委员、新化县委书记等职务，后任中共长沙市委副书记、市人民政府市长，第九届全国人大代表。